# Бравецово
Бравецово — село в окрузі Брезно Банськобистрицького краю Словаччини. Станом на грудень 2015 року в селі проживала 691 людина.

## Населення
| Рік:            | 1994. | 2004.   | 2014.   | 2024.   |
| --------------- | ----- | ------- | ------- | ------- |
| Кількість осіб: | 745   | 727     | 694     | 647     |
| Різниця:        |       | -2,41 % | -4,53 % | -6,77 % |

| Рік:            | 2023. | 2024.   |
| --------------- | ----- | ------- |
| Кількість осіб: | 649   | 647     |
| Різниця:        |       | -0,30 % |